# Bob vid olympiska vinterspelen 1992

## Medaljörer
| Spel                          | Guld                                                                  | Silver                                                         | Brons                                                               |
| Herrar, fyramanna Detaljer... | Österrike Ingo Appelt Harald Winkler Gerhard Haidacher Thomas Schroll | Tyskland Wolfgang Hoppe Bogdan Musiol Axel Kühn Rene Hannemann | Schweiz Gustav Weder Donat Acklin Lorenz Schindelholz Curdin Morell |
| Herrar, tvåmanna Detaljer...  | Schweiz Gustav Weder Donat Acklin                                     | Tyskland Rudolf Lochner Markus Zimmermann                      | Tyskland Christoph Langen Günther Eger                              |

## Medaljliga
| Pl. | Nation    | Guld | Silver | Brons | Totalt |
| --- | --------- | ---- | ------ | ----- | ------ |
| 1   | Tyskland  | 0    | 2      | 1     | 3      |
| 2   | Schweiz   | 1    | 0      | 1     | 2      |
| 3   | Österrike | 1    | 0      | 0     | 1      |

## Tvåmanna
- 16 februari 1992

| Medalj | Lag                             | Nation         | Tid     |
| Guld   | Gustav Weder, Donat Acklin      | Schweiz        | 4.03,26 |
| Silver | Rudi Lochner, Markus Zimmermann | Tyskland       | 4.03,55 |
| Brons  | Christoph Langen, Günther Eger  | Tyskland       | 4.03,63 |
| 4      | Ingo Appelt, Thomas Schroll     | Österrike      | 4.03,67 |
| 5      | Günther Huber, Stefano Ticci    | Italien        | 4.03,72 |
| 6      | Mark Tout, Lenox Paul           | Storbritannien | 4.03,87 |
| 7      | Brian Shimer, Herschel Walker   | USA            | 4.03,95 |
| 8      | Gerhard Rainer, Thomas Bachler  | Österrike      | 4.04,00 |

## Fyrmanna
- 22 februari 1992

| Medalj | Lag                                                                     | Nation         | Tid     |
| Guld   | Ingo Appelt, Harald Winkler, Gerhard Haidacher, Thomas Schroll          | Österrike      | 3.53,90 |
| Silver | Wolfgang Hoppe, Bogdan Musiol, Axel Kühn, René Hannemann                | Tyskland       | 3.53,92 |
| Brons  | Gustav Weder, Donat Acklin, Lorenz Schindelholz, Curdin Morell          | Schweiz        | 3.54,13 |
| 4      | Chris Lori, Ken Leblanc, Cal Langford, David MacEachern                 | Kanada         | 3.54,24 |
| 5      | Christian Meili, Bruno Gerber, Christian Reich, Gerold Löffler          | Schweiz        | 3.54,38 |
| 6      | Harald Czudaj, Tino Bonk, Axel Jang, Alexander Szelig                   | Tyskland       | 3.54,42 |
| 7      | Mark Tout, George Farrell, Paul Field, Lenox Paul                       | Storbritannien | 3.54,89 |
| 8      | Christophe Flacher, Claude Dasse, Thierry Tribondeau, Gabriel Fourmigue | Frankrike      | 3.54,91 |